# Mugshot Music
Albums de Showbiz & A.G.
Live Hard
(2007)
Mugshot Music est le quatrième album studio de Showbiz & A.G., sorti le 9 octobre 2012.
L'opus a été précédé d'une mixtape intitulée Mug Shot Music:Preloaded, publiée au mois de mai 2012.

## Liste des titres
Tous les titres sont produits par Showbiz, à l'exception de Timeless, coproduit par DJ Premier.
| No  | Titre                                                   | Contient un (des) sample(s) de          | Durée |
| --- | ------------------------------------------------------- | --------------------------------------- | ----- |
| 1.  | Intro                                                   |                                         | 0:16  |
| 2.  | Every Time I Touch the Mic (featuring O.C. et Frank V.) |                                         | 3:13  |
| 3.  | Beautiful Lies (featuring Jeffery Nortey)               |                                         | 4:12  |
| 4.  | Visions (featuring Jeffery Nortey)                      |                                         | 3:02  |
| 5.  | I Luv Her When I'm High (featuring Jeffery Nortey)      | Hollis Crew (Krush Groove 2) de Run–DMC | 3:42  |
| 6.  | All Time Greats (featuring Party Arty)                  | All Eyez on Me de 2Pac                  | 2:13  |
| 7.  | One Way (featuring Frank V.)                            |                                         | 2:52  |
| 8.  | Michelle                                                |                                         | 2:50  |
| 9.  | The Soul (featuring Frank V.)                           |                                         | 3:49  |
| 10. | Back & Forth                                            |                                         | 3:35  |
| 11. | Don't Worry (featuring O.C. et Frank V.)                |                                         | 3:02  |
| 12. | Timeless                                                |                                         | 3:00  |
| 13. | Trapped                                                 |                                         | 2:33  |
| 14. | Walkin on Air (featuring A Bless)                       |                                         | 1:55  |
| 15. | Ain't Shit Changed? (featuring Jeffery Nortey)          |                                         | 2:49  |
| 16. | One Train of Thought                                    |                                         | 2:07  |